# Камаринская
Кама́ринская (Комаринская (дорога), Комаринский, Комаринский мужик; бел. Камарыцкі) — русская народная плясовая песня, пляска под эту песню, популяризованная в одноимённой увертюре Михаила Ивановича Глинки.

## Этимология
Слово «камаринская (песня, пляска)» произошло от словосочетания «камаринский мужик». Предположительно слово возникло от топонима Камаричи — названия одной из волостей в Орловской губернии (в настоящее время Комаричский район Брянской области). Данная волость ранее находилась под властью Речи Посполитой, а доходы, которые приносила эта волость, поступали в личное пользование (камару — откуда и пошло название Камаричи) польских и литовских феодалов.
Т. А. Мартемьянов, первый исследователь плясовой песни «Камаринская», считает, что название волости произошло от слов каморник, каморники. Так на Северщине называли людей, не имевших своих домов и живших в чужих избах и каморах. Комарицкая волость, вследствие усиленной колонизации по укреплению южных границ Московского государства, проводимой по велению царя Ивана Грозного, была краем бездомников, бродяг. Название волости обязана им своим названием.

## Танец
Популярная русская народная удалая пляска, главным образом мужская, представляющая собой удалой перепляс в сопровождении одноимённой песни.
В основе танца лежат шаговые движения. Нога ставится то на пятку, то на носок. Этот элемент имеет различные названия: выкаблучивание, притоптывание (сбивание грязи с сапога). Руки ставятся на пояс («руки в бо́ки»), затем разводятся в стороны. Также присутствует элемент присядки, подскока, верчения и хождения по кругу. Во время пляски танцор хлопает в ладоши, по животу и по пяткам.
По мнению приживальщика и тирана Фомы Опискина из повести «Село Степанчиково и его обитатели» Фёдора Достоевского: Камаринский танец несёт собой аморальность, и танцевать его может разве что самая глупая деревенщина. Такое отношение вызвано тем, что других людей песня и танец веселит.
В XVIII—XIX столетиях Камаринская включалась в программу российских ассамблей и балов, где обычно её отплясывали все присутствующие.

## Песня
По утверждению историка-краеведа Г. М. Пясецкого, русская народная песня «Комаринская» («Камаринская») осталась «памятником измены жителей Комарицкой волости Борису не только как государю, но и как своему помещику-барину». Существует также версия, что Камаринская появилась как выражение радости «людей, сумевших убежать из татарского плена». По ещё одной версии, Камаринская отражает реалии Смутного времени.
Фольклористка Е. Линёва указывала на «древность этого напева и на родство его с песнями скоморохов». Т. Мартемьянов считал, что: «В глазах нашего народа Камаринский это неукротимый вольник, забулдыга, озорник, и притом — несомненный антикрепостник. Мне <…> самому неоднократно приходилось наблюдать сознательное подчеркивание певцами Камаринской таких именно типических черт этого героя, причём в особенности энергично оттенялось его упорное нежелание „барыне служить“, признать господскую власть».
Существует несколько вариантов песни. Наиболее известный:

Ох, ты, сукин сын, камаринский мужик,

Задрал ножки та й на печке лежит.

Лежит, лежит та й попорхивает,

Правой ножкою подергивает.

Сам на девушек помаргивает,

Над женою выкамаривает:

— Ты вставай, молодая жена!

Скорей завтрак готовь, сатана!

Ой, комар ты, наш камаринский мужик,

Собрался в лес, по дорожке бежит.

Он бежит, бежит, пошучивает,

Свои усики покручивает.

Тише, тише топочите!

Пол не проломите!

У нас под полом вода,

В воде не утоните!

Пошла плясать,

Ногой топнула.

Аж хата покачнулась

И дверь хлопнула.

Хорошо, подружка, пляшешь!

Хорошо ты дроби бьешь!

Только тем и не хороша,

Что припевок не поешь!
Известно стихотворение «Песня о камаринском мужике» («Как на улице Варваринской спит Касьян мужик камаринский») Л. Трефолева, написанное в 1867 году на мотив народной песни.

## Увертюра
Камаринская — одночастная увертюра Михаила Ивановича Глинки, написанная в 1848 году в Варшаве. Тоскуя по родным краям, Глинка начал вспоминать русские народные мотивы. Неожиданно он нашёл большую схожесть двух известных русских народных песен «Из-за гор, гор, высоких гор», которую обычно исполняют на свадебных гуляниях, и плясовой «Камаринской». Глинка решил создать произведение в подражание русскому народному пению с подголосками, которые добавляются при каждом новом проведении темы. Писать партитуру он начал в начале августа 1848 года. Работа продвигалась довольно быстро, и в октябре произведение было окончено.
Сам Глинка дал своему сочинению название «Свадебная и плясовая»; назвать его «Камаринская» посоветовал Владимир Одоевский. «Русское скерцо» — так часто называл его сам композитор.
Первое исполнение состоялось в концерте 15 марта 1850 года в Санкт-Петербурге.
Форма произведения — двойные вариации: используются две темы. В «Камаринской» выделяется четыре крупных раздела. За вступлением, после генеральной паузы следует первый раздел, который построен на теме свадебной песни «Из-за гор, гор, высоких гор». Второй раздел — вариации на тему «Камаринской». Третий — возвращение свадебной песни, четвёртый — шесть новых вариаций на тему «Камаринской».
П. И. Чайковский сказал о «Камаринской» Глинки, что в ней «заключена вся русская симфоническая музыка».
В 1980 году на музыку Глинки в СССР был выпущен мультипликационный фильм режиссёра Инессы Ковалевской «Камаринская» из серии экранизаций фольклорных песен и шедевров отечественной классики.